# Princess Protection Program
Princess Protection Program (conocida en Hispanoamérica como Programa de protección para princesas y en España como Programa de protección de princesas) es una película original de Disney Channel de 2009, dirigida por Allison Liddi-Brown y protagonizada por Demi Lovato y Selena Gomez.

La película se filmó en 2008 y fue estrenada el 20 de mayo de 2009 en Disney Channel Francia, siendo la segunda Película Original de Disney Channel en estrenarse primero en algún país que no sea Estados Unidos.
La película se estrenó en Disney Channel Estados Unidos el 26 de junio de 2009, el 13 de junio de 2009 en España y el 12 de julio de 2009 en Latinoamérica.

## Trama
Cuando la princesa Rosalinda Marie Montoya Fiore (Demi Lovato) está a punto de convertirse en la reina de la isla de Costa Luna, este es invadido por el malvado general Magnus Kane, dictador de Costa Estrella, y ella entra en el Programa de Protección para Princesas (PPP), una organización secreta financiada por las familias reales, que se ocupa de princesas en peligro. Acaba siendo acogida por el mayor Mason (Tom Verica), un agente del PPP que vive en la zona rural de Luisiana, con su hija Carter (Selena Gomez) que trabaja en la tienda de cebos con su padre para camuflar su profesión real. Para no ser descubierta, debe aparentar ser una adolescente como cualquier otra, por lo que Rosalinda toma el nombre de Rosie González y dice ser la prima de Carter.
A pesar de cometer varios "errores" para tratar de acostumbrarse a su nueva vida (comer la hamburguesa con tenedor y cuchillo, hablar francés con fluidez) Rosie se vuelve muy popular en la escuela de Carter, debido a su encantadora personalidad e incluso llega a enamorar al chico que le gusta a Carter, lo que provoca que ambas no se lleven bien al principio, además de que a Carter le saca de quicio su comportamiento real y despreocupado. Rosie trata de volverse amiga de Carter pero como ella la califica de altanera y presumida, Rosie termina explicándole que ser princesa no es solo tener lujos y comodidades, sino ver por los demás siempre y buscar su bienestar; además también le confiesa que en el fondo se siente muy triste y preocupada, debido a que tras ser rescatada por el padre de Carter, tuvo que dejar atrás a su madre. Conforme pasa el tiempo las dos empiezan a entenderse y forman un estrecho vínculo.
Luego Rosalinda se entera de que el general Magnus planea casarse con su madre, por lo que decide impedirlo, así que Rosie decide viajar pero Carter le dice que viaje después del baile, lo que Rosie no sabía era que Carter estaba organizando un plan en el cual le encomendó al modista de Rosie que hiciera dos vestidos y que al General Kane le dijera que el vestido que usaría Carter lo iba a usar Rosie. Cuando él llegó a la fiesta todas las chicas usaban máscaras para no ser reconocidas, así que se llevó a la chica con el vestido que le habían dicho, que era Carter. Rosie descubrió que Carter no estaba y fue tras ella, al llegar descubrió su plan justo cuando el general Kane y Carter iban a entrar a un helicóptero directo hacia Costa Luna. Rosie dijo que esa era su lucha y decidió ir con el dictador de regreso a su país. Cuando abrieron la puerta del helicóptero apareció el padre de Carter y arrestó al general por secuestro.
Un mes después fue coronación de Rosalinda estando su madre, el Mayor Mason, Carter, Ed y la realeza extranjera.

## Personajes
- Rosalinda Marie Montoya Fiore / Rosie González; es la protagonista de la historia junto con Carter. Es la princesa de Costa Luna, habla francés con fluidez y ayuda a los que lo necesitan. A pesar de su estatus, no hace alarde de ello. Al morir su padre, hereda el trono siendo muy joven,   sin embargo durante el ensayo de su coronación el malvado General Magnus Kane invade la isla y aunque ella logra escapar, se ve forzada a dejar atrás a su madre, la Reina Sophia. Entra al PPP y acaba en casa del mayor Mason, padre de Carter. Debido a su encantadora personalidad Rosie se vuelve muy popular en la escuela de Carter, haciendo que esta última la vea como una rival.

- Carter Mason; es la protagonista de la historia junto con Rosie. Es hija del mayor Mason y trabaja en una tienda de cebos para camuflar la verdadera profesión de su padre. Suele ser el blanco de humillaciones de Chelsea debido a su nula popularidad entre los estudiantes y su único amigo es Ed. Tras la llegada de Rosie, comienza a verla como una rival, sobre todo cuando Donny, el chico que le gusta, se siente atraído hacia la princesa.

- Mayor Mason: es el padre de Carter y agente del PPP. Logra salvar a Rosie y la lleva a vivir con él. A pesar de la evidente enemistad entre Rosie y Carter, confía en que ambas logren superar sus diferencias.

- Sophia Fiore Vda. de Montoya; es la madre de Rosalinda y la Reina Madre de Costa Luna. Debido a la juventud de Rosie al heredar el trono, contacta al PPP para proteger a su hija ante un posible ataque del General Kane. Cuando este irrumpe en el palacio, Sofía se ve forzada a quedarse atrás y se vuelve prisionera de Kane.

- Brooke; es la mejor amiga de Chelsea y enemiga de Rosie y Carter. Es una de las estudiantes más populares del instituto y en un principio apoya a Chelsea en todas sus maldades, pero cuando ella la rechaza cuando no es elegida como princesa del baile, se da cuenta de que ella no vale como amiga y rompe su amistad con Chelsea.

- El General Magnus Kane; es el villano principal. Desea apoderarse de la isla de Costa Luna, alegando que Rosie es demasiado joven para convertirse en Reina.

- Ed; es el mejor y único amigo de Carter. Está enamorado de ella pero debido a su timidez no se atreve a decirlo. Le gusta grabar a su amiga y frecuentemente la llama Princesa, aunque a ella no le guste mucho.

- Donny; es el chico más popular de la escuela de Carter y uno de los amigos de Chelsea. Al igual que ella, es superficial, engreído, sabe que Carter está enamorada de él, este no se preocupa ni en recordar su nombre. Se enamora de Rosie nada más verla, provocando los celos de Carter y Chelsea.

- Chelsea; es la chica más popular de la escuela. Se cree una princesa pero en realidad es superficial, egoísta y malcriada. Tras la llegada de Rosie verá amenazada su posición y hará de todo por hundirla.

- Bull; amigo de Donny y cómplice de Chelsea y Brooke.

- Helen; es la conductora del autobús escolar y una buena amiga de Carter.

- Sr. Elegante; amigo de la familia Montoya Fiore y el diseñador real de Sophia y Rosalinda. Quiere mucho a Rosie y la apoya en todo.

## Doblaje
| Personaje                                      | Actor original (Estados Unidos) | Actor de doblaje España | Actor de doblaje (Latinoamérica) |
| ---------------------------------------------- | ------------------------------- | ----------------------- | -------------------------------- |
| Rosalinda Marie Montoya Fiore / Rosie González | Demi Lovato                     | Laura Pastor            | Karla Falcón                     |
| Carter Mason                                   | Selena Gomez                    | Belén Rodríguez         | Lupita Leal                      |
| Mayor Joe Mason                                | Tom Verica                      | Juan Antonio Arroyo     | Andrés García                    |
| Chelsea                                        | Jamie Chung                     | Pilar Aguado            | Mireya Mendoza                   |
| Brooke                                         | Samantha Droke                  | María Blanco            | Christine Byrd                   |
| General Kane                                   | Johnny Ray Rodríguez            | Abraham Aguilar         | Daniel Abundis                   |
| Ed                                             | Nicholas Braun                  | Raúl Rojo               | Alan Prieto                      |
| Sophia Fiore Vda. de Montoya                   | Sully Díaz                      |                         | Irina Indigo                     |
| Donny                                          | Robert Adamson                  | Sergio García Marín     | Sergio Morel                     |
| Margaret                                       | Talia Rothenberg                | Candela Moreno          | Gaby Ugarte                      |
| Helen                                          | Dale Dickey                     | Gemma Martín            | Celine Macedo                    |
| Bull                                           | Kevin Schmidt                   | Álvaro Reina            | Omar Soto                        |

Voces adicionales
- Alma Juárez Salazar
- Hugo Jiménez
- Humberto Vélez
- Mónica Pavón
- Roberto Gutiérrez Vázquez
- Carlos Enrique Bonilla
- Jahel Morga Vera
- Norma Iturbe
- Rocío Ganseco
- Carlos Martello
- Ricardo Silva
- José Luis Miranda

Créditos Técnicos
- Estudio de Doblaje: SDI Media de México
- Director: Arturo Mercado
- Traductor/Adaptador: Yuri Takenaga
- Gerente Creativo: Raúl Aldana
- Doblaje en español producido por Disney Character Voices International Inc.

## Música
La película presentó dos canciones: un dueto grabado por Lovato y Gomez llamado "One and the Same" y una canción grabada por Mitchel Musso llamada "The Girl Can't Help It". Ambas canciones se incluyeron en el álbum recopilatorio  Disney Channel Playlist , que se lanzó el 9 de junio de 2009. La película también incluye la canción "Two Worlds Collide" de Lovato escrita por ella misma y los Jonas Brothers, y una canción de Mitchel Musso titulada The Girl Can't Help it. 
" 'One and the Same' " fue escrita por  Vitamin C, Michael Kotch y Dave Derby y fue producida por Mitch Allan.  La canción también apareció en el álbum recopilatorio,  Disney Channel Playlist , que se lanzó el 9 de junio de 2009.
El video musical de "One and the Same" se encuentra en el material adicional del DVD. (incluida en su álbum debut  Don't Forget ), "Saturdays and Sundays" de KSM (incluido en su álbum Read Between the Lines) y "Ride" de Diana Page., 

### Banda sonora
1. One and the Same - Selena Gomez

1. The Girl Can't Help It - Mitchel Musso
2. Two Worlds Collide - Demi Lovato
3. Saturday and Sunday - KSM

Puesto en listas
La canción alcanzó el puesto 82 en los Estados Unidos   Billboard  Hot 100. Ha vendido 336.000 copias digitales, según Nielsen SoundScan.
Listas
| Lista (2009)         | Mejor posición position |
| -------------------- | ----------------------- |
| US Billboard Hot 100 | 82                      |

## Lanzamiento DVD
El DVD y Blu-Ray de Princess Protection Program salió a la venta el 30 de junio de 2009. Se llama Princess Protection Program: Royal BFF Extended Edition. En Latinoamérica el DVD salió a la venta el 12 de agosto de 2009 y se llama Programa de Protección para Princesas: Edición Extendida de Mejores Amigas. En España el DVD salió a la venta el 17 de junio de 2009 y se llama Programa de Protección de Princesas: Edición Ampliada para Princesas.

## Premios y nominaciones
| Año  | Ceremonia                  | Premio                                                                                         | Nominados                           | Resultado | Ref    |
| ---- | -------------------------- | ---------------------------------------------------------------------------------------------- | ----------------------------------- | --------- | ------ |
| 2009 | Teen Choice Awards         | Mejor película de televisión de verano                                                         | Programa de protección de princesas | Ganadora  | [ 14 ] |
| 2009 | Teen Choice Awards         | Elección estrella de televisión de verano - Mujer                                              | Selena Gomez                        | Ganadora  | [ 14 ] |
| 2009 | Teen Choice Awards         | Elección estrella de televisión de verano - Mujer                                              | Demi Lovato                         | Nominada  | [ 14 ] |
| 2010 | Directors Guild of America | Outstanding Directorial Achievement in a Children's Program                                    | Allison Liddi-Brown                 | Ganadora  |        |
| 2010 | Young Artist Award         | Mejor actuación en una película para televisión, miniserie o especial - Actriz joven principal | Selena Gomez                        | Nominada  | [ 15 ] |
| 2010 | Young Artist Award         | Mejor actuación en una película para televisión, miniserie o especial - Actriz joven principal | Demi Lovato                         | Nominada  | [ 15 ] |